# Margattea albovittata
Margattea albovittata es una especie de cucaracha del género Margattea, familia Ectobiidae. Fue descrita científicamente por Hanitsch en 1929.
Habita en Indonesia (Sumatra).